# Theodosia Trollope
Theodosia Trollope (ur. 28 listopada 1816 w Devon, zm. 13 kwietnia 1865) – poetka angielska.

## Życiorys
Theodosia Trollope urodziła się jako Theodosia Garrow, córka Josepha Garrowa i Theodosii Abrams Fisher. Ojciec poetki przełożył na angielski Życie nowe Dantego Alighieri. Poślubiła poznanego we Włoszech Thomasa Adolphusa Trollope'a, brata znanego powieściopisarza Anthony'ego Trollope'a. Małżonkowie zamieszkali we Florencji na Piazza Maria Antonio (obecnie Piazza dell'Indipendenza). Ich dom był otwarty dla wszystkich przybywających do miasta Anglików. W 1853 roku poetka urodziła córkę, której dała na imię Beatrycze (Beatrice). Państwo Trollope spotykali się nierzadko z mieszkającymi we Florencji, w pałacu Casa Guidi, Browningami, Robertem i Elizabeth, a ich dzieci wspólnie się bawiły. Theodosię Trollope porównywano czasem z Elżbietą Browning, co tej ostatniej niezbyt przypadało do gustu. Theodosia Trollope zmarła w 1865 roku i została pochowana na cmentarzu angielskim we Florencji, wśród innych osób z rodziny Trollopów.

## Twórczość
Theodosia Trollope, obdarzona dużym talentem do języków obcych, opanowała biegle włoski i stała się włoską patriotką i gorącą zwolenniczką zjednoczenia i niepodległości Włoch. Przełożyła sztukę Arnold of Brescia Giovanniego Battisty Niccoliniego.